# Štoln
Štoln (italijansko Galleria di Bretto) je 4844 m dolg rov pod Kolovratom (1454 m), Predelskimi glavami (1618 m) in prelazom Predel, ki povezuje Log pod Mangartom z italijanskim Rabljem. Zgrajen je bil v letih 1899–1905 za odvodnjavanje rudnika svinca in cinka v Rablju ter za strateške namene. Širok je 2,5 m, visok pa 2 m. 
Iz rova teče potok Roja, saj rudnik Rabelj, kljub zaprtju leta 1991, še vedno odvodnjavajo. Danes potok ni več onesnažen, do leta 1991 pa je predstavljal močan vir onesnaževanja Posočja in z njim Soče s težkimi kovinami, predvsem s svincem, pa tudi s cementnim mlekom.

## Zgodovina
V času 1. svetovne vojne je v rovu vozila ozkotirna električna železnica, ki je služila prevozu tovora in ljudi na soško fronto. Ocenjuje se, da je bilo preko Štolna med 1. svetovno vojno prepeljanih skoraj pol milijona ljudi in 240.000 ton hrane, orožja in drugega tovora. Služil je tudi prevozu slovenskih rudarjev v rabeljski rudnik do okoli leta 1974, do uvedbe avtobusnega prevoza preko prelaza Predel. V predoru je bila tudi mejna kontrola med nekdanjo Jugoslavijo in Italijo.

## Štoln danes
Leta 2005, ob 100-letnici izgradnje, so prvih nekaj metrov rova na slovenski strani uredili in obnovili kapelico svete Barbare, zavetnice rudarjev. 
V načrtu je tudi sanacija celotnega rova za turistične namene, za kar naj bi pridobili tudi evropska sredstva.
Pri slovenskem vhodu v Štoln se začne Pot miru, dobrih 100 km dolga pot, ki povezuje položaje iz prve svetovne vojne v Posočju.